# 松生彩
松生 彩（まつき あや、1987年12月14日 - ）は、日本のAV女優、元ファッションモデル。

## 人物
- 趣味：ジム通い。
- 特技：クラシックバレエ。

## 略歴
東京都出身。2008年8月に、アリスJAPANからAVデビュー。

## 出演

### アダルトビデオ

#### 2008年
- ELLO JAPON（8月22日、アリスJAPAN）
- ELLO JAPON2（9月26日、アリスJAPAN）
- ELLO JAPON 増刊 読者限定撮影会（10月24日、アリスJAPAN）
- アリスJAPAN 2009（11月14日、アリスPINK）
- アジアンビューティー（11月28日、アリスJAPAN）
- 松生彩の妄想美脚（12月26日、アリスJAPAN）

#### 2009年
- 出会って3秒で合体（1月23日、アリスJAPAN）
- パ○コレ最終選考モデル初セルDEBUT!（3月25日、美）
- 緊張丸出しデビュー FUCK 8時間（4月10日、アリスJAPAN）
- アリスピンクファイル (4月10日、アリスJAPAN）
- 美の共演（4月25日、美）
- 極上発情騎乗（5月25日、美）
- 美人秘書にぶっかけたい!（6月25日、美）
- MANNISH 07（7月22日、プレステージ）
- Can College 47（8月11日、プレステージ）
- 働くオンナ VOL.47（8月21日、プレステージ）
- アメスク 24（8月21日、プレステージ）
- 現役キャビンアテンダント（10月16日、S級素人）
- 出会って即合体スペシャル（11月13日、アリスJAPAN）
- 麻薬捜査官 ヤク漬け膣痙攣（12月5日、アイエナジー）
- 現役大手百貨店 ランジェリーショップ販売員（12月18日、S級素人）
- レズビアンベロちゅー（12月10日、YeLLOW）
- E-BODY SPECIAL-肉食獣の宴-（12月13日、E-BODY）
- 彼女たちの事情 CASE 02（12月18日、ラストラス）

#### 2010年
- ハナザカリOLシリーズ 5 西麻布 広告代理店キャリアOL（1月8日、アップス）
- 肉食獣の宴 第二夜 〜着ててもわかる、イーボディ。（1月13日、E-BODY）